# Kupónová privatizace

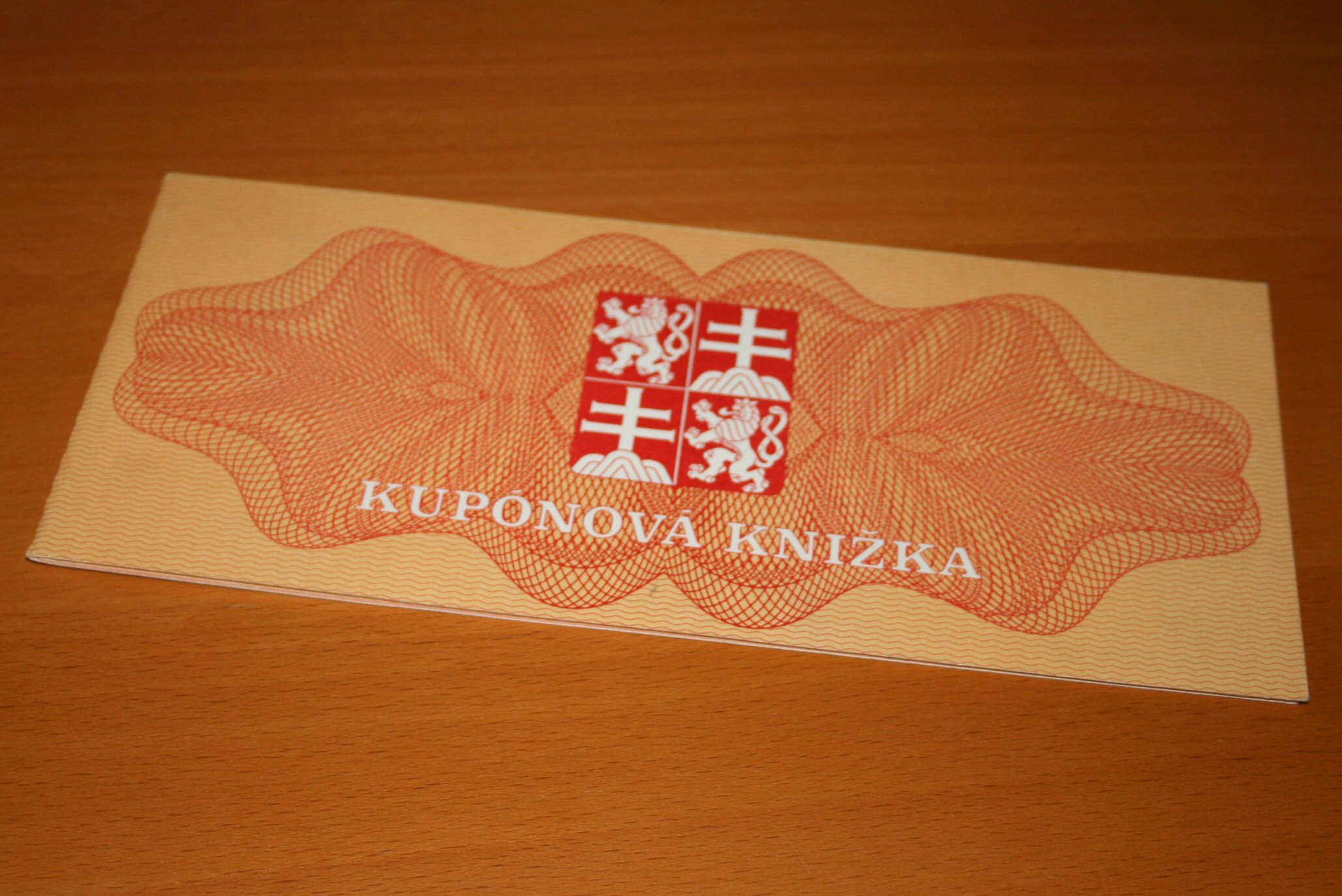
Kupónová knížka první vlny privatizace v ČSFR

Kupónová privatizace je privatizační metoda, při které občané státu dostanou možnost levného nákupu, případně obdrží zdarma tzv. kupónové knížky s určitým počtem tzv. kupónů (poukazů), za které mohou následně získat vlastnický podíl v kterékoliv státem vlastněné společnosti, která je státními orgány do kupónové privatizace uvolněna.
Metoda kupónové privatizace byla použita zejména na počátku 90. let 20. století v některých zemích střední a východní Evropy procházejících ekonomickou transformací, např. v Rusku, Polsku a Československu (později jen v Česku, Slovenská republika po rozdělení ČSFR od kupónové privatizace ustoupila).
Kupónová privatizace jako jedna z metod privatizace se pro transformující ekonomiky ukázala jako nepříliš vhodná a Světová banka proto dnes doporučuje zemím, ve kterých je stát dominantní vlastník podnikové báze, jiné způsoby privatizace státního majetku.[zdroj?]

## Kupónová privatizace v Československu a v Česku
Kupónovou privatizaci v Československu připravili zejména politici a ekonomové vzešlí z řad Prognostického ústavu ČSAV. Za hlavní autory jsou označováni Dušan Tříska, Tomáš Ježek a Václav Klaus. Podle ekonoma Jana Vaňouse pochází tato myšlenka z kanadské Britské Kolumbie, avšak není zřejmé, jak se dostala do Česka. Občas bývá v té souvislosti zmiňován i Jan Švejnar, který se sám ve svém životopise označil za architekta českých ekonomických reforem, avšak ke kupónové formě privatizace se stavěl skepticky.
Obecný návrh masové privatizace pomocí kupónů vznikl v roce 1988 v Polsku. Janusz Lewandowski (1997) popisuje, že „masová privatizace byla unikátní odpovědí post-komunistické situaci. Myšlenku rozdělení kupónů za účelem spravedlivé účasti obyvatelstva vypracovali tržně orientovaní poradci hnutí Solidarita v polském Gdaňsku v polovině roku 1988. Záměrem bylo pomocí kupónů nahradit nedostatečnou nabídku kapitálu. Jako zvláštní typ investiční měny by kupóny byly rozděleny mezi obyvatelstvo a obchodovány za akcie privatizovaných společností.“ Tato koncepce byla prezentována na konferenci v listopadu 1988 jako reakce na výzvu k předložení návrhů jakým způsobem transformovat polské hospodářství. Popis této metody uveřejnili Lewandowski a Szomburg (1990). Metoda kupónové privatizace byla později kreativně uchopena v řadě evropských transformačních zemí včetně tehdejšího Československa.
Pro státní podniky určené k privatizaci byly vypracovávány jak vedením podniků, tak například zájemci o jeho koupi privatizační projekty. Projekt k realizaci vybíralo a schvalovalo Ministerstvo pro správu národního majetku a jeho privatizaci. Jednou z privatizačních metod (vedle veřejných soutěží a přímých nabídek zájemci), kterou bylo možno uplatnit buď na celý podnik, nebo jen na jeho část, byla kupónová metoda. Kupónovou metodou bylo privatizováno kolem 1800 podniků, standardními metodami asi 14 000 podniků, v tom není zahrnuta tzv. malá privatizace ani restituce.
První vlna kupónové privatizace se uskutečnila v ČSFR v roce 1992 (5 kol od května do prosince), druhá vlna v České republice roku 1994 (6 kol od března do prosince). V každé vlně si každý dospělý občan mohl zakoupit kupónovou knížku za 35 Kč a k ní známku za 1000 Kč. Kupónová knížka obsahovala 10 kupónů po 100 bodech. Tím se stal DIKem neboli „držitelem investičních kupónů“. Každá vlna privatizace se skládala z několika navazujících kol, v každém kole mohl DIK pomocí kupónů uplatnit poptávku po vybraných akciích v kursu stanoveném pro příslušné kolo, současně uplatňovaly od druhého kola poptávku i investiční fondy. Pokud poptávka nepřevyšovala nabídku, akcie byly zájemcům v zaknihované formě připsány na účet ve Středisku cenných papírů a zbytek akcií příslušné společnosti postoupil do dalšího kola. Pokud poptávka převyšovala nabídku, zájemcům nebyly akcie příslušné společnosti připsány a postoupily všechny do dalšího kola. Zbytek akcií po posledním kole zůstal Fondu národního majetku.
Nabízeny byly jednak přímo akcie privatizovaných podniků, ale také akcie privatizačních fondů, které sehrály v průběhu privatizace klíčovou roli. Pro jejich činnost nebyly vytvořeny dostatečné kontrolní mechanismy, což nabízelo rozsáhlé možnosti tunelování. Významnou roli sehrál zejména Viktor Kožený a jeho Harvardské investiční fondy, které reklamou na „jistotu desetinásobku“ (slibem vyplacení 10 000 Kčs po určité době) získaly k účasti mnoho občanů, kteří by si jinak kupónovou knížku nekupovali. Jako významný aktér tunelování bývá zmiňován i Motoinvest, s reklamním sloganem „Drobní akcionáři, plačte“, v němž figurovali například Pavel Tykač, Jan Dienstl, Aleš Tříska (bratr autora privatizace Dušana Třísky), Svatopluk Potáč (bývalý člen ÚV KSČ a bývalý předseda Státní banky československé a Státní plánovací komise): tato skupina podle některých názorů a soudně nepotvrzených podezření vytunelovala CS Fondy, Agrobanku a Plzeňskou banku a neúspěšně se pokusila i o Českou spořitelnu.
Šéf Centra kupónové privatizace Jaroslav Lizner byl v říjnu 1994 zatčen kvůli úplatku 8 milionů korun v hotovosti. V následujícím roce byl pravomocně odsouzen k sedmi letům odnětí svobody, milionové pokutě a desetiletému zákazu činnosti ve státní správě. Trest byl později zmírněn.
Celkem byly do obou vln dány podniky o celkovém jmění 367,5 miliard Kčs/Kč (některé zdroje udávají 679 miliard).[zdroj?] První vlny se zúčastnilo 77 % a druhé vlny 74 % oprávněných občanů. První vlny se účastnilo 264[zdroj?] investičních fondů, jimž občané svěřili 71,8 %[zdroj?] z investovaných bodů.
| pořadí | investiční skupina                   | body (miliony) | podíl (%) | klíčoví lidé                                     |
| ------ | ------------------------------------ | -------------- | --------- | ------------------------------------------------ |
| 1      | Česká spořitelna                     | 950            | 11,1      | Miloslav Kohoutek, Jaroslav Klapal, Karel Kotrba |
| 2      | Investiční banka (Česko - PIAS)      | 724            | 8,5       | Miroslav Tuček, Jiří Tesař, Libor Procházka      |
| 3      | Harvard Capital & Consulting         | 639            | 7,5       | Viktor Kožený, Juraj Široký, Boris Vostrý        |
| 4      | Všeobecná úverová banka              | 501            | 5,8       | Jozef Mudrík, Dušan Paulík                       |
| 5      | Komerční banka                       | 466            | 5,4       | Richard Salzmann, Karel Bednář                   |
| 6      | Česká pojišťovna                     | 334            | 3,9       | Vlastimil Uzel, Jaroslav Daňhel                  |
| 7      | Slovenské investície                 | 188            | 2,2       | Miroslav Nakládal                                |
| 8      | Slovenská sporiteľňa, VSŽ Košice     | 169            | 2,0       |                                                  |
| 9      | Creditanstalt                        | 166            | 1,9       |                                                  |
| 10     | Investiční banka (Slovensko - PSIS)  | 145            | 1,7       | Peter Vajda, Jozef Tkáč                          |
| 11     | PPF                                  | 118            | 1,4       | Petr Kellner, Milan Vinkler, Štěpán Popovič      |
| 12     | Živnostenská banka                   | 118            | 1,4       | Jiří Kunert                                      |
| 13     | Slovenská poisťovňa                  | 117            | 1,4       | Blažej Krasnovský                                |
| 14     | Agrobanka                            | 111            | 1,3       |                                                  |
|        | Mezisoučet                           | 4 744          | 55,4      |                                                  |
|        | Ostatní investiční společnosti       | 1 367          | 16,0      |                                                  |
|        | Investiční společnosti celkem        | 6 112          | 71,4      |                                                  |
|        | Individuální investoři (tzv. DIKové) | 2 454          | 28,6      |                                                  |
|        | Celkem                               | 8 566          | 100,0     |                                                  |

Druhé vlny se zúčastnilo 353 investičních fondů a DIKové jim svěřili 64 % z investovaných bodů. V prvním kole bylo privatizováno 1491 podniků s celkovou účetní hodnotou 277,7 miliardy Kčs, ve druhé vlně 861 podniků v celkové účetní hodnotě 149,3 miliard Kč. Účetní hodnota nabízeného majetku byla v první vlně 35 535 korun na jednoho DIKa a ve druhé vlně 25 160 korun.[zdroj?]
V roce 1998 byla zřízena Komise pro cenné papíry, která začala i vyčíslovat škody vzniklé dosavadním právním vakuem. Do června 2002 se prokázanou trestnou činností v rámci tunelování ztratil majetek v hodnotě kolem 50 miliard Kč, další odhadem stovky miliard zmizely neprokázanou trestnou činností nebo tunelováním v rámci legálních pravidel.[zdroj?]
V roce 2006 vlastnil v průměru každý desátý člověk v ČR akcie z kupónové privatizace.

### Kritici kupónové privatizace
Nekompromisní kritikou hospodářských reforem a zcela odlišnými politickými názory se v roce 1990 ekonom Milan Zelený dostal do sporu s tehdejším ministrem financí Václavem Klausem. Milan Zelený v roce 1991 svůj boj proti údajně nesmyslným a poškozujícím reformám Václava Klause popsal v knize Ještě je čas, aneb Obávám se o osud této země.
Proti kupónové privatizaci, jako dominantnímu způsobu privatizování státního majetku, vystupoval Petr Pithart: „Já jsem nebyl proti, já jsem si myslel, že je to jedna z metod. Čím dál tím více jsem si myslel, že to bude metoda doplňková, tam, kde to jinak nejde. Protože ti vlastníci těch kupónů, posléze akcionáři, do těch podniků nevnesli ani korunu. Oni taky neměli absolutně žádnou zkušenost, jak ty podniky řídit.“